# Gastronomía de Argelia

## Platos
El principal es el "couscous" pasta de sémola, con carne y verduras.

### Entrantes
- "chermoula" marinada para acompañar carnes o verduras.
- "burek" es un hojaldre relleno de carne, huevos fritos y cebolla picada.
- "dolma" elaborado con pimiento y tomate.

### Platos principales
- "lham liahlou" guiso de cordero con ciruelas, canela y agua de azahar.
- "mechui" cordero asado.
- "rechta" fideos finos con salsa blanca de pollo y nabo

### Bebidas
- "citronnade" bebida fresca a base de limón y azúcar.
- "orgeat" bebida a base de almedras suaves y amargas.
- "boukha" Bebida alcohólica de higo muy fuerte.
- "thibarine" licor de dátiles aromatizado con plantas.
- "Lagmi"[2] zumo de palmera.[3]

### Postres

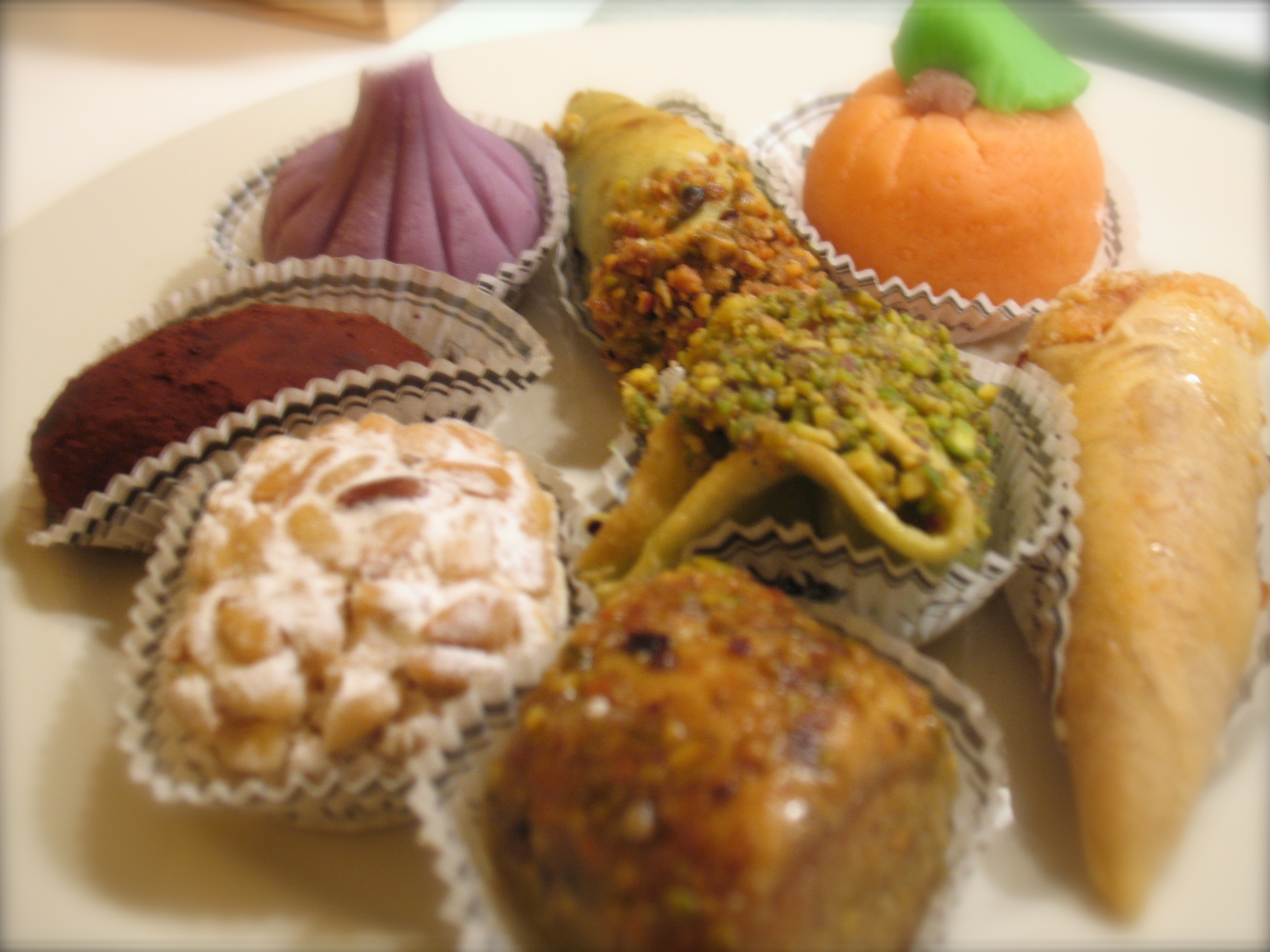
Postres argelinos

La cocina argelina cuenta con distintos tipos de pastelitos que suelen servirse acompañados por un té a la menta, es la bebida más consumida por los argelinos, que se suele preparar de distintas formas. Los pastelitos se elaboran con sémola, almendras, dátiles y se endulzan con miel; entre estos pasteles se puede citar: los makrout, samsa, hrisa, el sfenj y dziriette

## Otros platos
Los bereberes acostumbran a prensar los dátiles más blandos para conseguir un pan (llamado brissa), del que siempre disponen las caravanas que cruzan los interminables desiertos. Asimismo, se utiliza la decocción hecha con dátiles maduros.

## Amplia información
- Cultura argelina y árabe en Alicante. Trajes tradicionales árabes, gastronomía y repostería argelina, danza árabe y demás folclore árabe en Alicante.

- Datos: Q3006881
- Multimedia: Cuisine of Algeria / Q3006881